# Acadèmia Bavaresa de les Ciències
L'Acadèmia Bavaresa de les Ciències (alemany: Bayerische Akademie der Wissenschaften; sigla: BAdW) és una corporació de dret públic amb seu a Múnic. L'Acadèmia Bavaresa de les Ciències és la més gran i una de les més antigues de les vuit acadèmies estatals d'Alemanya i la que lidera alguns dels més grans projectes de recerca. És membre de la Unió d'Acadèmies de Ciències Alemanyes.

## Història
L'acadèmia fou fundada el 1759 pel príncep elector Maximilià III Josep de Baviera, impulsor de la ciència i de la Il·lustració a Baviera. Originàriament l'Acadèmia es dividia en dues "classes": la "Historische Klasse" i la "Philosophische Klasse", on la secció "filosòfica" s'ocupava, segons la idea de les ciències de l'època, també de les matemàtiques o la física.
Entre els científics que han estat acadèmics es poden destacar Jacob i Wilhelm Grimm, Theodor Mommsen, Alexander und Wilhelm von Humboldt, Justus von Liebig, Max von Pettenkofer, Richard Willstätter, Max Planck, Feodor Lynen, Albert Einstein, Max Weber, Werner Heisenberg, Theodor Hänsch o Gerhard Ertl.

## Organització
Actualment, els membres de l'acadèmia es divideixen en quatre seccions:
- Sektion I: Geistes- und Kulturwissenschaften (humanitats)
- Sektion II: Rechts-, Sozial- und Wirtschaftswissenschaften (dret, sociologia i ciències econòmiques)
- Sektion III: Naturwissenschaften, Mathematik, Technikwissenschaften (ciències naturals, matemàtiques, ciències tecnològiques)
- Sektion IV: Naturwissenschaften, Lebenswissenschaften, Medizin (ciències naturals, biologia, medicina).[1]

Cada secció té un màxim de 30 membres ordinaris i 30 membres corresponents (aquests darrers són els que no viuen o treballen a l'estat de Baviera). En complir 70 anys, els membres esdevenen membres extraordinaris i no entren en aquest recompte. El president o presidenta de la secció s'escull per un període de tres anys.
També es poden nomenar membres honoraris. Aquests han estat tradicionalment els ducs de Baviera, però també ho han estat alguns científics.

## Projectes
- Allgemeine Deutsche Biographie